# Rollerball (2002)
Rollerball (br / pt: Rollerball) é um filme realizado em co-produção por Estados Unidos, Alemanha e Japão, do ano de 2002, dos gêneros ficção científica e ação, dirigido por John McTiernan. O filme é baseado no conto de William Harrison chamado Roller Ball Murder.
O filme foi um fracasso de bilheteria, ganhando um total mundial de US$26 milhões em comparação com um orçamento de produção de US$70 milhões. Em 2014, o LA Times listou o filme como um dos mais caros fracassos de bilheterias de todos os tempos. Romijn foi indicado para o prêmio Framboesa de Ouro de Pior Atriz Coadjuvante.
O criador de Rollerball, autor de ficção científica William Harrison disse: "Eu nunca assisti a encarnação de 2002 de Rollerball, e não tem nenhum interesse por ela".

## Enredo
No futuro próximo, a necessidade do público por atrações mais fortes e violentas faz surgir um novo tipo de esporte, o Rollerball. Esta modalidade de entretenimento mistura velocidade, perigo e estratégia em equipe, o que eleva Jonathan Cross a categoria de estrela mais popular do fenômeno. Junto de sua equipe Marcus Ridley e Aurora, eles conseguem todas as mordomias que o dinheiro pode proporcionar e, ao mesmo tempo mantém o público satisfeito com sua dose diária de emoções. O criador do novo esporte, Petrovich, vê novas possibilidades de aumentar o sucesso e consequentemente os ganhos, ao alterar as regras tornando tudo ainda mais perigoso e mortal. Aliado a ansia de lucros das grandes emissoras e patrocinadores, logo o esporte será praticado sem regras, levando a audiência ao delirio e fortuna e morte para os jogadores.

## Elenco

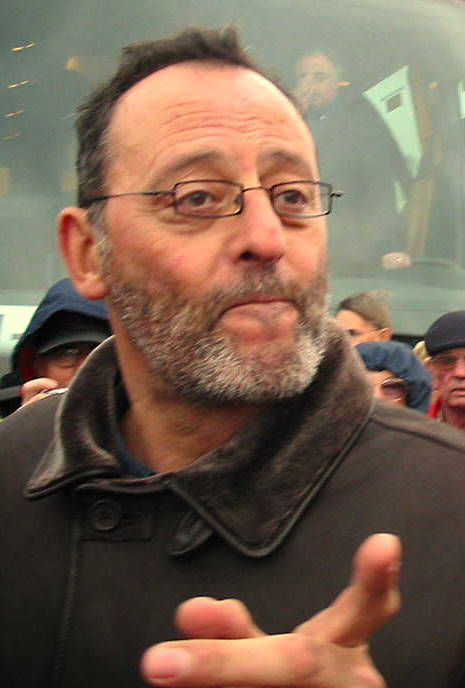
Jean Reno é Alexis Petrovich.

| Nome              | Personagem             |
| ----------------- | ---------------------- |
| Chris Klein       | Jonathan Cross         |
| Jean Reno         | Alexis Petrovich       |
| LL Cool J         | Marcus Ridley          |
| Rebecca Romijn    | Aurora                 |
| Naveen Andrews    | Sanjay                 |
| Oleg Taktarov     | Denekin                |
| David Hemblen     | Serokin                |
| Janet Wright      | Olga                   |
| Andrew Bryniarski | Halloran               |
| Kata Dobó         | Katya                  |
| Mike Dopud        | Michael 'o assassinon' |
| Pink              | Rock Singer            |
| Flint Eagle       | Eskimo                 |
| Eugene Lipinski   | Yuri Kotlev            |
| Gabor Zsigovics   | Herzen                 |
| Vitali Makarov    | Komo                   |
| Anthony Palermo   | Toll                   |
| Oleg Ferdman      | Mineiro                |
| Philippe Soucy    | Ally                   |
| Paulino Nunes     | Borges                 |
| Peter von Berg    | Chowler                |
| Ivan Smith        | Tahli                  |
| Larisa Eryomina   | Voz Aurora             |

## Premiações
- Indicado

Golden Trailer Awards
Categoria Prêmio Golden Fleece
Framboesa de Ouro
Categoria Pior Atriz Coadjuvante Rebecca Romijn